# Milanéz

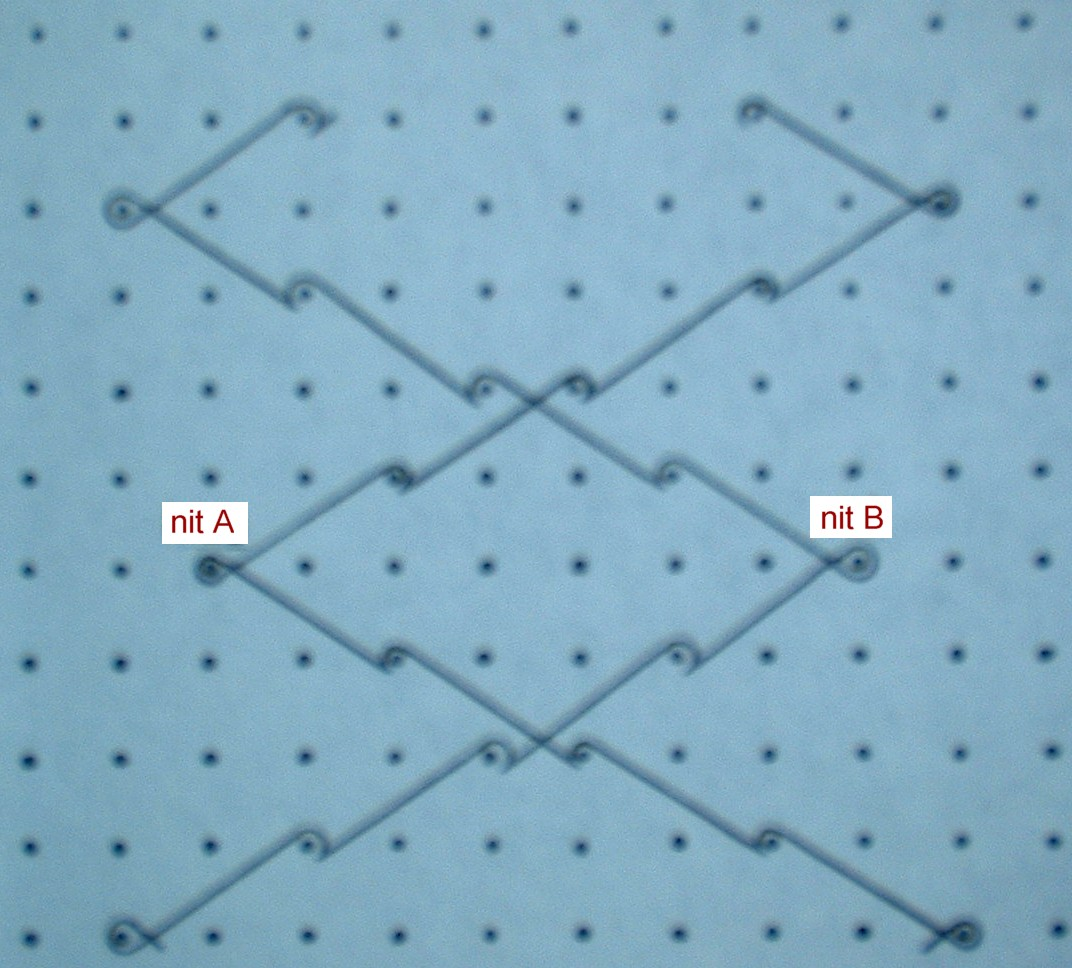
Princip kladení dvojitého otevřeného atlasu

Milanéz je dvojitá osnovní pletenina tvořená kombinací dvou atlasových vazeb. Nitě (A a B) každé ze dvou osnov jsou vedeny otevřeným kladením trvale stejným směrem (např. z předního jehlového lůžka stále doprava a ze zadního stále doleva), střída vazby bývá 24 nebo 48 řádků. (Na snímku vpravo je atlas se čtyřřádkovou střídou vazby).
Pleteniny se většinou vyrábějí ze syntetických různobarevných nití 2,4 – 3,5  tex, které se kombinují tak, že vazba vytváří různé geometrické obrazce. Možnosti jednobarevného vzorování jsou v milanézové vazbě velmi omezené.
Použití: svrchní ošacení, prádlo
V 1. polovině 20. století se vyráběly speciální  ploché  a  okrouhlé stroje, na kterých se dal uplést dvojitý otevřený atlas příčně přes celou šířku (resp. obvod) stroje přes jednu jehlu (bavlněná smyčka kladená: 0-1, 2-1//2-1, 0-1) nebo přes dvě jehly (hedvábná smyčka kladená: 0-1, 3-2// 3-2, 0-1). Očka pleteniny byla velmi stejnoměrná, pletenina se dala barevně vzorovat v mnoha variantách a dala se snadno řasit. Výkon strojů byl však tak nízký, že se později výrobky z nich svou cenou nemohly prosadit na trhu. 